# Dominic LeBlanc
Pour les articles homonymes, voir LeBlanc.
Dominic LeBlanc, né le 14 décembre 1967 à Ottawa, est un avocat, notaire et homme politique canadien. 
Il représente à la Chambre des communes la circonscription de Beauséjour—Petitcodiac de 2000 à 2004 et celle de Beauséjour depuis 2004, sous la bannière du Parti libéral du Canada. Il est ministre des Affaires intergouvernementales de 2018 à 2019, et de 2020 à 2023 dans le cabinet de Justin Trudeau.
En juillet 2023, il est nommé ministre de la Sécurité publique, des Institutions démocratiques et des Affaires intergouvernementales.
À la suite du remaniement ministériel, le 20 décembre 2024, il devient ministre canadien des Finances et des Affaires intergouvernementales après la démission de Chrystia Freeland.
En mars 2025, il devient ministre du Commerce international et des Affaires intergouvernementales et président du Conseil privé du Roi pour le Canada dans le gouvernement Carney.

## Biographie
Dominic LeBlanc naît le 14 décembre 1967 à Ottawa, en Ontario. Son père est Roméo LeBlanc, un Acadien originaire de Memramcook, au Nouveau-Brunswick, qui est tour à tour député, ministre, sénateur et gouverneur général. 
Dominic LeBlanc tente de devenir chef du Parti libéral du Canada en 2008. En 2010, William John Kolacek, un résident de Grande-Digue, le menace de mort. L'homme est accusé au début 2011.
Il est réélu le 2 mai 2011 et il est alors le seul député libéral au Nouveau-Brunswick. À la suite de la démission du chef Michael Ignatieff, il annonce réfléchir à la possibilité de se présenter une deuxième fois à la direction du parti.
Au sein du 29e conseil des ministres du Canada, Justin Trudeau lui confie les postes de leader du gouvernement à la Chambre des communes et de ministre des Pêches et Océans en 2015. Il quitte Pêches et Océans Canada pour succéder à Justin Trudeau comme ministre des Affaires intergouvernementales à l'été 2018.
Il devient ministre des Finances et des Affaires intergouvernementales en décembre 2024.
Évoqué comme un candidat potentiel à la succession de Justin Trudeau à la tête du Parti libéral du Canada, il annonce finalement ne pas s'y présenter et de donner son appui à Mark Carney qui remportera la course à la direction le 9 mars 2025. 
Quand ce dernier devient premier ministre du Canada cinq jours plus tard, il le nomme ministre du Commerce international et des Affaires intergouvernementales et président du Conseil privé du Roi pour le Canada dans son gouvernement.